# Corollospora cristata
Corollospora cristata är en svampart som först beskrevs av Jan Kohlmeyer, och fick sitt nu gällande namn av Jan Kohlmeyer 1962. Corollospora cristata ingår i släktet Corollospora och familjen Halosphaeriaceae.   Inga underarter finns listade i Catalogue of Life.
I den svenska databasen Dyntaxa används istället namnet Nereiospora cristata för samma taxon.  Arten är reproducerande i Sverige.